# NGC 7513
NGC 7513 је спирална галаксија у сазвежђу Вајар која се налази на NGC листи објеката дубоког неба.
Деклинација објекта је - 28° 21' 29" а ректасцензија 23h 13m 13,7s. Привидна величина (магнитуда) објекта NGC 7513 износи 11,9 а фотографска магнитуда 12,7. Налази се на удаљености од 18,880 милиона парсека од Сунца. NGC 7513 је још познат и под ознакама ESO 469-22, MCG -5-54-23, UGCA 437, AM 2310-283, IRAS 23105-2837, PGC 70714.